# Minivet escarlata
El minivet escarlata (Pericrocotus speciosus) és una espècie d'ocell de la família dels campefàgids (Campephagidae).

## Hàbitat i distribució
Habita els boscos de muntanya del nord-oest i est de lÍndia cap a l'est fins al sud de la Xina i, cap al sud, a través del Sud-est Asiàtic (excepte Tailàndia central) i les illes Andaman, fins Sumatra, incloent les illes adjuntes. Java, Bali, Lombok, Borneo. Filipines a Luzon, Samar, Leyte, Negros, Mindanao i Jolo.

## Taxonomia
Les diferents subespècies són sovint considerades dins el minivet flamíger (P. speciosus). Avui es considera una espècie de ple dret.